# Brasil nos Jogos Pan-Americanos de 1955
O Brasil competiu nos Jogos Pan-Americanos de 1955 na Cidade do México, no México.